# Nicolás Ferreira
Michael Nicolás Ferreira Berrondo (ur. 7 lutego 2002 w Montevideo) – urugwajski piłkarz występujący na pozycji lewego skrzydłowego lub cofniętego napastnika, od 2022 roku zawodnik Montevideo Wanderers.